# 白石弥桜
白石 弥桜（しらいし みお、2006年4月17日 - ）は、日本の女子バスケットボール選手である。ポジションはスモールフォワード。Wリーグのデンソーアイリス所属。

## 来歴
広島県出身。
桜花学園高校では1年次より全国大会に出場し、ウインターカップでは4試合で44得点33リバウンドをマーク。
2025年、デンソーアイリスに加入。